# Stefano Selva
Stefano Selva (24 agosto 1969) è un tiratore a volo sammarinese, specialità trap.

## Carriera
Ai Mondiali di tiro vanta un quinto posto come miglior risultato individuale e due medaglie di bronzo nella gara a squadre, con Francesco Amici e Manuel Mancini a Monaco di Baviera nel 2010 e con Manuel Mancini e Gian Marco Berti a Lonato nel 2015.
Ha vinto una medaglia d'argento ai Giochi del Mediterraneo di Linguadoca-Rossiglione del 1993, la seconda nella storia di San Marino nella competizione. Ai Giochi dei piccoli stati d'Europa ha invece vinto due medaglie di bronzo, a Islanda 1997 e nell'edizione casalinga di San Marino 2001.
Con il quarto posto ottenuto ai campionati europei del 2015 ha ottenuto anche la carta olimpica per i Giochi di Rio 2016, la terza per il Paese dopo quelle ottenute da Alessandra e Arianna Perilli.
Il miglior risultato in Coppa del Mondo è invece il quinto posto ottenuto a Lonato nel 2012.
È atleta di interesse nazionale per il Comitato Olimpico Nazionale Sammarinese.